# 霍河水库
霍河水库是中国湖北省十堰市竹山县境内的一座水库，位于堵河支流秦河分支霍河上，建于1981年。水库正常库容为6725万立方米，集雨面积为761平方千米，海拔为340.5米。